# Église Notre-Dame-de-l'Assomption de Bais
 (décembre 2010).
Si vous disposez d'ouvrages ou d'articles de référence ou si vous connaissez des sites web de qualité traitant du thème abordé ici, merci de compléter l'article en donnant les références utiles à sa vérifiabilité et en les liant à la section « Notes et références ».
L'église est bien plus ancienne que ne l'a écrit l'abbé Angot, selon lequel l'édifice actuel était le fruit d'une totale reconstruction en 1612. L'abbé avait tort, en juillet 1984, des peintures romanes du XIe siècle ou du XIIe siècle (elles seraient apparemment de la même main que celle de l'église Saint-Vigor de Neau) sont découvertes dans le chœur, puis un panneau mural peint du XVIe siècle dans la chapelle nord. L'hypothèse d'une totale reconstruction ne tient plus alors debout. 
Au début du XVIIe siècle, au sortir des guerres de religion, les paroissiens de Bais éprouvent le besoin d'agrandir leur église. L'édifice roman existant est complètement bouleversé, notamment, par l'ajout de bas-côtés à la nef d'origine en empiétant sur un ancien cimetière (d'où la découverte des squelettes). En revanche, le chœur est préservé.
Pendant la Révolution en juin-juillet 1799, l'église a servi de champ de bataille et a subi un véritable pillage, les tombes ayant été profanées, retournées avec l'espoir de retrouver argent, bijoux…
L'un des derniers grands combats de la chouannerie a eu lieu à Bais. Les républicains s'étaient retranchés dans l'église et les Chouans ont mis le feu au presbytère voisin. Tout a brûlé. Le seul témoignage écrit que l'on conserve du passé de Bais désormais est le cartulaire d'Évron.
L'édifice a été inscrit à l'inventaire supplémentaire des monuments historiques le 24 avril 1989.

## Fouilles archéologiques
Des fouilles effectuées dans les années 1980 ont permis de retrouver les vestiges d'une abside circulaire dont le plan s'inscrit exactement dans celui du chœur actuel. Au fil des âges et des reconstructions, l'emplacement et l'orientation (vers l'est) du bâtiment primitif ont donc été conservés. 
Ces vestiges correspondent à l'église et le prieuré dont faisaient mention en 989 les actes de possession (le "cartulaire") de l'abbaye d'Évron. Il s'agit, par conséquent, d'un édifice du Haut Moyen Âge, antérieur à l'an mil, même s'il n'est pas aussi ancien que la chapelle de Pritz, à Laval ou l'église Saint-Pierre de Saulges d'origine mérovingienne. Ce serait la transformation de la chapelle de la villa mérovingienne Bediscum en prieuré
Les fouilles ont également dégagé quantité de squelettes dans la partie sud de l'église. En outre, on en a retrouvé un en meilleur état dans le chœur, avec, à ses pieds, un « blanc d'argent » à l'effigie du roi d'Angleterre Henri VII. Cette monnaie situe la mort aux alentours de 1422, en pleine guerre de Cent Ans. On retrouvera aussi le long de la travée centrale de la nef, d'autres murs, d'époque romane ceux-là.
En 1422, il ne peut s'agir que de Henri V, décédé en 1422, ou de Henri VI, né en 1421 et roi d'Angleterre en 1422. Si le blanc d'argent est bien à l'effigie de Henri VII, la mort se situe après 1485.

## Fresques
L'édifice conserve un certain nombre de fresques des XIIe, XIIIe et XVIe siècles ayant trait à l'enfance, la vie publique et la Passion du Christ. Elles ont été classées à titre d'objet le 8 mars 1988.